# Casa-fàbrica Masferrer
La casa-fàbrica Masferrer és una finca situada al carrer de Sant Antoni Abat, 37-39 del Raval de Barcelona. Com que no està catalogada, li correspon la categoria D (bé d'interès documental), atorgada per defecte a tots els edificis del districte de Ciutat Vella.

## Història i descripció

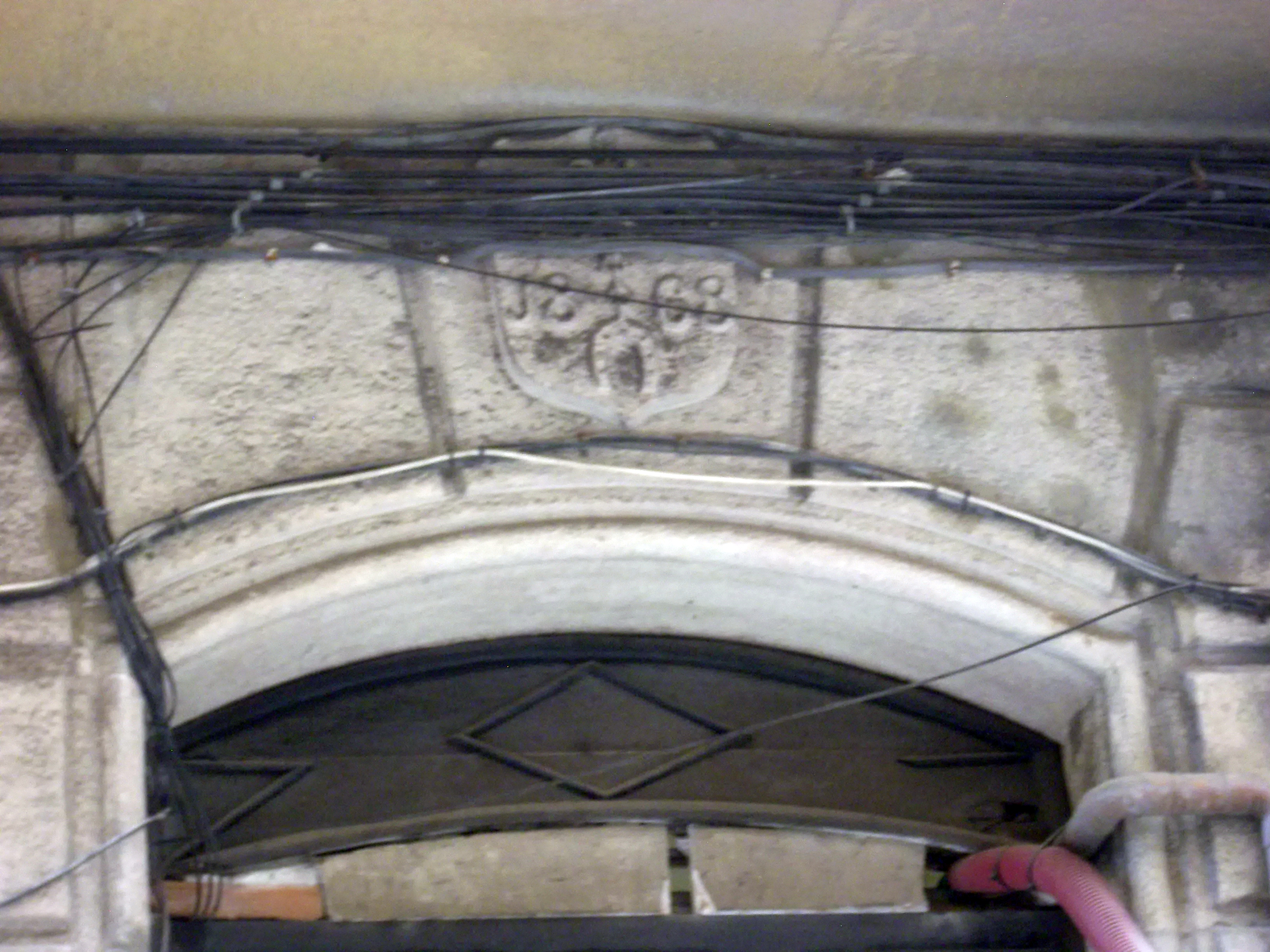
Escut sobre la porta d'entrada

El 1829, els germans Albert i Teresa Isbert van vendre per 2.200 lliures la casa núm. 21 (modern 39) del carrer de Sant Antoni Abat, on hi havia dos forns de gerrer i dos bassons, a Raimunda Cardona, vídua del ferrer de tall Josep Masferrer i Vila, i al seu fill Mateu Masferrer i Cardona. Tot seguit, aquest darrer va demanar permís per a reedificar-la amb planta baixa i tres pisos. Tanmateix, la falta de cabals li va impedir acabar les obres, i el 1832, va demanar novament permís per a continuar-les.
El 1868, després d'haver adquirit el núm. 37, propietat del pintador d'indianes Llorenç Riu, Mateu Masferrer va demanar permís per a construir-hi un nou edifici, segons el projecte de l'arquitecte Antoni Rovira i Rabassa. L'any següent, va presentar el projecte del mestre d'obres Narcís Nuet (que va renunciar a la direcció d'obra en favor d'Emili Sala i Cortés) d'un altre edifici de planta baixa i quatre pisos amb quatre obertures per planta al fons de la parcel·la, que seria destinat a adoberia de pells. Va morir el 1873, essent succeït pel seu fill Benet Mateu Masferrer i Samsó, i l'any següent, a conseqüència d'un litigi contra ell, la finca es va treure a subhasta pública.
A finals de segle, hi havia l'adoberia de Ramon Sans Balmes (1848-1935), casat amb Dolors Rovira Ramonatxo (1851-1926), i després el despatx de la de Sans i Usart al Poblenou. El 1908, Marçal Ramonatxo va demanar permís per a construir un magatzem de planta baixa al pati d'illa, segons el projecte del mestre d'obres Ramon Ribera, que l'any següent afegí una habitació al terrat del magatzem, així com una galeria al darrere de la casa, connectada amb aquest a nivell del primer pis.